# Paolo Giordano
Paolo Giordano (Torino, 1982. december 19. –) olasz író.

## Élete
San Mauro Torinese városban él. Apja Bruno nőgyógyász, édesanyja Isis angoltanár; van egy nővére, Cecilia, aki három évvel idősebb.
2001-ben kitűnő eredménnyel végzett a torinói Gino Segré állami középiskolában; miután a 2005–2006-os tanévben kitüntetéssel megszerezte az alapvető kölcsönhatások fizikája szakirányú diplomát. A Torinói Egyetemen a legjobbak között díjazott szakdolgozatával ösztöndíjat nyert, hogy részt vegyen a részecskefizikai doktori kurzuson az egyetem Tudományos és High Technology PhD Iskolájában. Az Országos Nukleáris Fizikai Intézet által társfinanszírozott projektben a b-kvark tulajdonságait tanulmányozta, különösen a B-mezon inkluzív bomlását a félleptonban és a radioaktív csatornában. 2010-ben szerzett PhD fokozatot elméleti fizikából.
Az Arnoldo Mondadori Editore gondozásában 2008 januárjában megjelent A prímszámok magánya című regénye ugyanabban az évben elnyerte a Campiello Opera Prima-díjat, a Fiesole Narrativa Under 40 díjat, a Strega-díjat és a Merck-díjat. 26 évesen ő a legfiatalabb író, aki elnyerte a Stregát.
A regény alapján készült filmet 2010. szeptember 10-én mutatták be az olasz mozikban, olasz, francia és német koprodukcióban, a Torinói Piemonti Filmbizottság támogatásával, a 67. Velencei Nemzetközi Filmfesztivál versenyében. A 2009. augusztus vége és 2010. január között forgatott filmet Saverio Costanzo, a forgatókönyv kurátora Giordanóval együtt rendezi; a szereposztásban Alba Rohrwacher Alice szerepében, ill. Isabella Rossellini.
Giordano 2008. július 9-én megkapta a Merck Serono irodalmi díjat a narratív szakaszban, 2008. augusztus 23-án pedig a Frignano első alkotás irodalmi díjat. Az Alassio Cento libri – Un Autore per l'Europa irodalmi díj XIV. kiadásának nyertese, amelyet 2008. szeptember 13-án kapott, és a PEN Club Italiano díj XVIII. kiadásának döntősei között volt.
2006–2007-ben Giordano két külső tanfolyamon vett részt a Scuola Holdennél; itt ismerkedett meg Raffaella Lopsszal, aki később szerkesztője, ügynöke és felesége lett. Van egy rovata a Gioiában, ahol hírek és számok ihlette történeteket ír. A La pinna caudale című történetet a Nuovi Argomenti folyóirat 41. számában (2008. január–március) jelentette meg, a nyolcvanas években született szerzők, a „Még nem harminc” című különkiadványában. 2008. június 12-én a VII. Római Irodalmi Fesztiválon bemutatta Vitto in the box című, még kiadatlan történetét.
Miután 2006-ban meglátogatta az Orvosok Határok Nélkül szervezet projektjét Kinshasában, a Kongói Demokratikus Köztársaságban, amelyben a szervezet AIDS-betegeket és prostituáltakat segít a Masina kerületben, megírta a Mundele című történetet, amelyet május 16-án mutattak be. 2008-ban Milánóban, az Officina Italia fesztiválon, és 2008 novemberében jelent meg a Mondi al limite. 9 scrittori per Medici Senza Frontiere az MSF kurátora Feltrinelli számára.
A 2009-es Sanremói Dalfesztivál második estéjén, február 18-án az általa erre az alkalomra írt levelét Alessandro Haber színész olvasta fel.
2012 októberében Giordano kiadta új könyvét Il corpo umano (Az emberi test) címmel. A regényt egy sor színházi felolvasással népszerűsítik Olaszország-szerte, eredeti zenével a PLUS (MinusAndPlus) duó élőben, köztük Alba Rohrwacher is a színen van néhány színházban.
2013 februárjában a 63. alkalommal megrendezett Sanremói Dalfesztivál minőségi zsűrijének tagja volt Fabio Fazio és Luciana Littizzetto vezetésével.
2020. március 26-án megjelentette a Nel contagio című esszét, amely tele van korunkról és a Covid19-ről szóló elmélkedésekkel, és a Corriere della Sera mellékleteként is megjelent. A kötetet több mint harmincöt országban lefordították. Ezután folytatta a Covidról szóló elmélkedését Stai creando Le cose che non voglio dimenticare (Megalkotod a dolgokat, amelyeket nem akarok elfelejteni) című esszében, ismét az Einaudi számára, de megjelent az új Quanti e-book sorozatban is 2021 júniusában.
2022 októberében ismét az Einaudi kiadó jelentette meg Tasmania című új könyvét. Az éves Frankfurti Könyvvásáron bemutatott mű a legtöbbet várt és vitatott kiadványok közé tartozott, a kiadási jogokat 10 országban értékesítették. A „Tasmania” francia kiadásáért 2023. november 3-án Prix André-Malraux díjjal jutalmazták mint a legjobb, az emberi állapot szolgálatára elkötelezett fikciót.
Jelenleg a milánói Nyelvek és Kommunikációs Szabadegyetem IULM írói mesterszakán a riportszak professzora.

## Művei

### Regények
- La solitudine dei numeri primi, Mondadori, 2008
- Il corpo umano, Mondadori, 2012
- Il nero e l'argento, Einaudi, 2014
- Divorare il cielo, Einaudi, 2018
- Tasmania, Einaudi, 2022

### Novellák
- La pinna caudale, Nuovi Argomenti, n. 41, 2008. január–március
- Vitto in the box, Il corriere della letteratura, 2008. június 12.
- L'uomo che dà un'anima ai sassofoni, La Stampa, 2008. október 29.
- Mundele, in Mondi al limite, Feltrinelli, novembre 2008 novembere
- Come le more selvatiche: in Ucraina, tra dolore e resistenza, testo e foto di Paolo Giordano, Corriere della Sera,  2023. február 21.

### Esszék
- Nel contagio, Einaudi, 2020. március 26.
- Le cose che non voglio dimenticare, Einaudi, 2021. június 11.

### Tudományos közlemények
- Paolo Gambino(wd)–Paolo Giordano–Giovanni Ossola–Nikolai Uraltsev: Inclusive semileptonic B decays and the determination of |Vub|, Journal of High Energy Physics(wd), n. 10, 2007, október 58. o.
- Paolo Giordano, Inclusive semileptonic B decays and the determination of |Vub|, Journal of Physics: Conference Series, v. 110, 2008. június 30.
- Paolo Gambino, Paolo Giordano, Normalizing inclusive rare B decays, Physics Letter B, 2008. május

### Magyarul megjelent
- A prímszámok magánya (La solitudine dei numeri primi) – Európa, Budapest, 2011 ISBN 9789630792189 · Fordította: Matolcsi Balázs
- Az emberi test (Il corpo umano) – Európa, Budapest, 2015 · ISBN 9789630799126 Fordította: Matolcsi Balázs
- Ezüst és fekete (Il nero e l'argento) – Európa, Budapest, 2017 ISBN 9789634056836 Fordította: Kürthy Ádám András
- Ide nekünk a csillagokat is! (Divorare il cielo) – Európa, Budapest, 2018 ISBN 9789635042258 Fordította: Kürthy Ádám András
- Járvány idején (Nel contagio) – Európa, Budapest, 2020 ISBN 9789635042418 Fordította: Matolcsi Balázs
- Tasmania (Tasmania) – Park, Budapest, 2023 ISBN 9789633559994 Fordította: Kürthy Ádám András

## Filmek

### Forgatókönyvíró
- La solitudine dei numeri primi, rendezte Saverio Costanzo(wd) (2010)[30]
- We Are Who We Are – TV-minisorozat Francesca Manieri-vel(wd), rendezte Luca Guadagnino(wd) (2020)[31]
- Siccità (Aszály), rendezte Paolo Virzì(wd) (2022)[32]

## Fordítás
- Ez a szócikk részben vagy egészben  a   Paolo Giordano (scrittore) című olasz Wikipédia-szócikk fordításán alapul.  Az eredeti cikk szerkesztőit annak laptörténete sorolja fel. Ez a jelzés csupán a megfogalmazás eredetét és a szerzői jogokat jelzi, nem szolgál a cikkben szereplő információk forrásmegjelöléseként.